# ザムエル・マーシャル
ザムエル・マーシャル（Samuel Mareschall, 1554年 - 1640年頃）は、スイスの音楽家。

## 生涯と作品
1554年、ベルギーのトゥルネーに生まれる。1576年（または1577年）、バーゼル大学に入学し、フェリックス・プラットナー牧師に師事する。翌年には、バーゼル・ミュンスター（修道院附属教会堂）のオルガン奏者グレゴール・マイヤーの後任に就き、また、バーゼル大学の音楽教授に就任した。1589年からは演奏、教授の仕事以外にも、教会で演奏される音楽の作曲も担った。
バーゼルでは、カルヴァン派が優勢であった。カルヴァン派は音楽を世俗的なものと捉え、音楽が礼拝の中で重んじられることはなかった。その中にあって、バーゼル・ミュンスターは唯一のルター派であり、賛美歌を歌唱することが信仰の表明として重んじられていた。マーシャルはこの様な環境の中で、カルヴァン派、ルター派、そして従来のカトリックにおける賛美歌を融合した教会音楽を創作し、バーゼルがスイスにおけるルター派音楽都市となる基礎を作り上げた。
マーシャルは教会音楽だけではなく、オルガン音楽も作曲している。1606年にジュネーヴ詩篇歌の鍵盤編曲150曲を出版した他、マーシャル自筆の手稿譜 (1640年の年記を有する)が現存している。この手稿譜には、舞曲、フーガ、ラッスス、ハスラーをはじめとしたドイツ、フランス、イタリアの歌曲の鍵盤編曲、『12の旋法』と名付けられた前奏曲集が収められている。